# 11441 Anadiego
11441 Anadiego é um asteróide do cinturão principal de asteroides descoberto em 31 de dezembro de 1975 pelo astrónomo argentino Mario Cesco no Complexo Astronómico O Leoncito. Tem seu nome em homenagem a Ana Teresa Diego (1954–1976), uma estudante de astronomia do Observatório Astronómico A Prata desaparecida em setembro de 1976 por pessoas não identificadas supostamente trabalhando para a junta militar que governava na Argentina.
- Excentricidade – 0.2585543
- Semieje maior – 2.56091716 unidades astronómicas
- Inclinação orbital – 12.29030 graus
- Período orbital – 1496.944 dias = 4,10 anos
- Magnitude absoluta – 12,8